# Polska Federacja Humanistyczna
Polska Federacja Humanistyczna (dawniej jako Federacja Polskich Stowarzyszeń Humanistycznych) – polskie stowarzyszenie stowarzyszeń o charakterze humanistycznym i laickim.
Jej głównym zadaniem jest integrowanie i reprezentowanie polskiego ruchu humanistycznego na forum krajowym i międzynarodowym.
Polska Federacja jest członkiem i polskim partnerem European Humanist Federation (Europejskiej Federacji Humanistycznej) z siedzibą w Brukseli, zrzeszającej organizacje humanistyczne z całej Europy, do której głównych celów należy koordynowanie i integrowanie ruchu humanistycznego w Europie, a także reprezentowanie go przed instytucjami europejskimi, w szczególności przed Radą Europy, Komisją Europejską, Parlamentem Europejskim, UNESCO i in.

## Historia
Federacja Polskich Stowarzyszeń Humanistycznych powstała w lutym 1995 r. Zrzeszała wówczas:
- Towarzystwo Humanistyczne,
- Towarzystwo Kultury Świeckiej,
- Polsko-Amerykański Klub Humanistyczny,
- Polskie Stowarzyszenie Wolnomyślicieli im. Kazimierza Łyszczyńskiego,
- Społeczne Towarzystwo Edukacyjne im. Ludwika Krzywickiego[1],
- Stowarzyszenie na rzecz Humanizmu i Etyki Niezależnej (zał. 1991, założyciele m.in.: Krzysztof Dołowy, Maria Janion, Janina Kotarbińska, Władysław Kunicki-Goldfinger, Włodzimierz Lengauer, Ewa Nowakowska, Barbara Stanosz, Hanna Świda-Ziemba, Jan Woleński, Andrzej K. Tarkowski, Andrzej Wyrobisz, Zdzisław Ziemba),
- Stowarzyszenie na rzecz Praw i Wolności "Bez Dogmatu" (pod przewodnictwem Barbary Labudy, w zarządzie m.in. Marek Balicki, Włodzimierz Cimoszewicz, Danuta Waniek, Olga Lipińska),
- Stowarzyszenie "Niezależna Inicjatywa Europejska"[2],
- Stowarzyszenie YWCA.

Na czele Federacji stało trzech współprzewodniczących: Andrzej Dominiczak (Towarzystwo Humanistyczne), Zdzisław Słowik (Towarzystwo Kultury Świeckiej) oraz Barbara Stanosz (Stowarzyszenie na rzecz Humanizmu i Etyki Niezależnej). Sekretarzem zarządu był Janusz Ostrowski, zaś skarbnikiem - Krzysztof Mróź.
Główne cele jakie wytyczyła sobie Federacja to obrona świeckiego charakteru państwa, wolności światopoglądowej obywateli i ich rzeczywistej równości bez względu na ich przekonania.
Pierwszą znaczniejszą inicjatywą Federacji była przygotowana wspólnie ze Związkiem Humanistów Niemieckich międzynarodowa konferencja na temat: "Humanistyczna wizja jedności Europy" (27-29 września 1996).
Ostatnią dużą inicjatywą Federacji była kolejna międzynarodowa konferencja na temat praw i wolności człowieka w konstytucji europejskiej, zorganizowana w 2002 r. w budynku Sejmu RP.
Po tej inicjatywie Federacja przeszła okres zastoju i w zmienionym kształcie jej prace zostały reaktywowane dopiero w styczniu 2006 r. z inicjatywy Andrzeja Dominiczaka.

## Aktualna działalność
Reaktywowana Federacja zaczęła regularnie działać pod zmienioną nazwą - Polska Federacja Humanistyczna. W jej skład wchodzą obecnie:
- Towarzystwo Humanistyczne
- Polskie Stowarzyszenie Racjonalistów
- Towarzystwo Kultury Świeckiej im. Tadeusza Kotarbińskiego
- Polskie Stowarzyszenie Wolnomyślicieli im. Kazimierza Łyszczyńskiego
- Instytut Wydawniczy "Książka i Prasa" - fundacja

Z Federacją współpracują ponadto inne organizacje, które nie mają wprawdzie profilu laickiego, lecz jest on częścią ich tożsamości ideowej (np. Towarzystwo Unitariańskie im. Braci Polskich).
Jedną z pierwszych inicjatyw odnowionej Federacji były działania zmierzające do wyłonienia alternatywnego (społecznego) rzecznika praw człowieka dla wzmocnienia ochrony praw człowieka i obywatela w Polsce. Reaktywowano też współpracę z Federacją Europejską, czego wyrazem był udział przedstawicieli Polskiej Federacji w dorocznym walnym zgromadzeniu EHF w czerwcu 2006 r. w Toledo.
Polska Federacja Humanistyczna nie tworzy odrębnej jednostki organizacyjnej ale stanowi płaszczyznę wymiany doświadczeń oraz współpracy między organizacjami laickimi w Polsce.